# Puyravault (Vendée)
Puyravault ist eine französische Gemeinde mit 646 Einwohnern (Stand: 1. Januar 2022) im Département Vendée in der Région Pays de la Loire. Moreilles gehört zum Arrondissement Fontenay-le-Comte und zum Kanton Luçon (bis 2015: Kanton Chaillé-les-Marais). Die Einwohner werden Puyravaultais genannt.

## Lage
Puyravault liegt etwa 22 Kilometer nordnordöstlich von La Rochelle in den Marais Poitevin an der Mündung des Sèvre Niortaise. Das Gemeindegebiet gehört zum Regionalen Naturpark Marais Poitevin. Umgeben wird Puyravault von den Nachbargemeinden Moreilles im Norden, Sainte-Radégonde-des-Noyers im Osten, Charron im Süden und Südosten sowie Champagné-les-Marais im Westen.

## Bevölkerungsentwicklung
| 1962                      | 1968 | 1975 | 1982 | 1990 | 1999 | 2006 | 2013 |
| 389                       | 351  | 348  | 389  | 438  | 531  | 624  | 686  |
| Quelle: Cassini und INSEE |      |      |      |      |      |      |      |

## Sehenswürdigkeiten
Siehe auch: Liste der Monuments historiques in Puyravault (Vendée)
- Kirche Notre-Dame-de-l'Assomption des Tempelritterordens aus dem 12. Jahrhundert, Monument historique

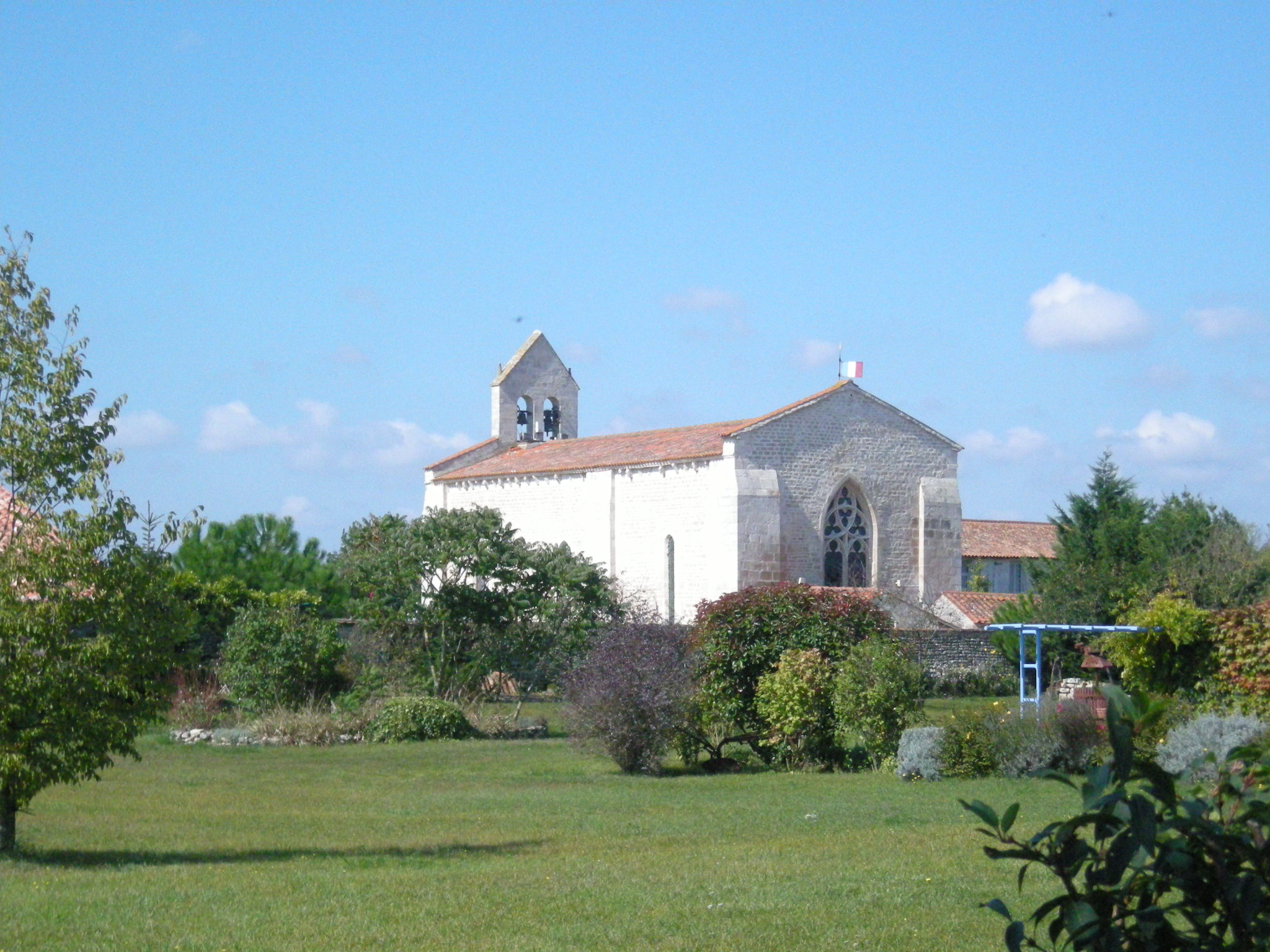
Kirche Notre-Dame-de-l'Assomption